# Министерство статистики и выполнения программ Индии
Министерство статистики и выполнения программ Индии отвечает за местную статистику и статистику Индии как члена МВФ.

## История
Министерство статистики и выполнения программ появились в качестве независимого Министерство в 1999 году после слияния Департамента статистики и Департамента реализации программ.

## Структура
- Национальное статистическое управление
  - Центральное статистическое управление
  - Вычислительный центр
  - Национальное управление выборочного обследования
- Крыло выполнении программ
  - Центр двадцати Программ
  - Центр мониторинга инфраструктуры и мониторинга проектов
- Индийский статистический институт .

## Обязанности
- действует как центральное агентство для планомерного развития статистической системы в стране, устанавливает и поддерживает нормы и стандарты в области статистики, связанных понятий и определений, методологии сбора данных, обработки данных и распространение результатов;
- координирует статистическую работу в отношении министерств, департаментов правительства Индии и Государственного статистического бюро
- готовит национальные отчеты, а также публикует ежегодные оценки национального продукта, государственных и частных расходов на потребление, накопление капитала, сбережения, оценки основных фондов и потребления основного капитала, а также государственный уровень валового накопления капитала в надрегиональных секторах и готовит сопоставимые оценки Государственного внутреннего продукта в текущих ценах;
- поддерживает связь с международными статистическими организациями, такими как Статистический отдел Организации Объединенных Наций (ООН),
- Экономическая и социальная комиссия для Азии и Тихого океана (ЭСКАТО), Статистический институт для Азии и Тихого океана (СИАТО), Международный валютный фонд (МВФ), Азиатский банк развития (АБР), Продовольственная и сельскохозяйственная организация, Международная организация труда (МОТ) и др.
- собирает и выпускает Индекс промышленного производства каждый месяц в виде «быстрых оценок», проводит ежегодный обзор промышленности, а также предоставляет статистическую информацию для оценки изменений в росте, состав и структуру в организованном секторе обрабатывающей промышленности;
- организует и проводит периодические для всей Индии экономические переписи и последующие обследования предприятий, обеспечивает внутренний объект для обработки данных, собранных при различных социально-экономических обследованиях и контрольных обследованиях предприятий экономической переписи;